# Trnovská ústava
Trnovská ústava (bulharsky Търновска конституция) byla ústava Bulharského knížectví a zároveň je první ústavou Bulharska. Byla přijata ústavodárným národním shromážděním ve Velikém Tărnově 16. dubna 1879.

## Vznik
Ústavu sepsali podle vzoru ústav Řecka, Srbska a Rumunska bulharští intelektuálové, především právníci a další Bulhaři, kteří získali vysokoškolské vzdělání na předních evropských univerzitách.
Návrh ústavy vznikl nejprve jako návrh Organického statutu státní organizace Bulharského knížectví. Byl sepsán Sergejem Lukjanovem v kanceláři prozatímní ruské správy a odsouhlasen bulharskými veřejnými činiteli a ruskou imperiální komisí. Ustavující shromáždění, svolané na 23. února 1879greg. provedlo v návrhu zásadní změny včetně změny názvu. Během projednávání se utvořily dvě názorové  skupiny – liberálové (mladí), jejichž názory ve většině případů převládly, a konzervativci (staří).
Z celkového počtu 230 bulharských zástupců ji podepsalo 211 a k tomu Sergej Lukjanov (zvláštní zmocněnec knížete Dondukova-Korsakova k práci ve shromáždění a autor návrhu ústavy). Následné tištěné vydání ústavy je opatřeno podpisy 213 lidí.

## Obsah

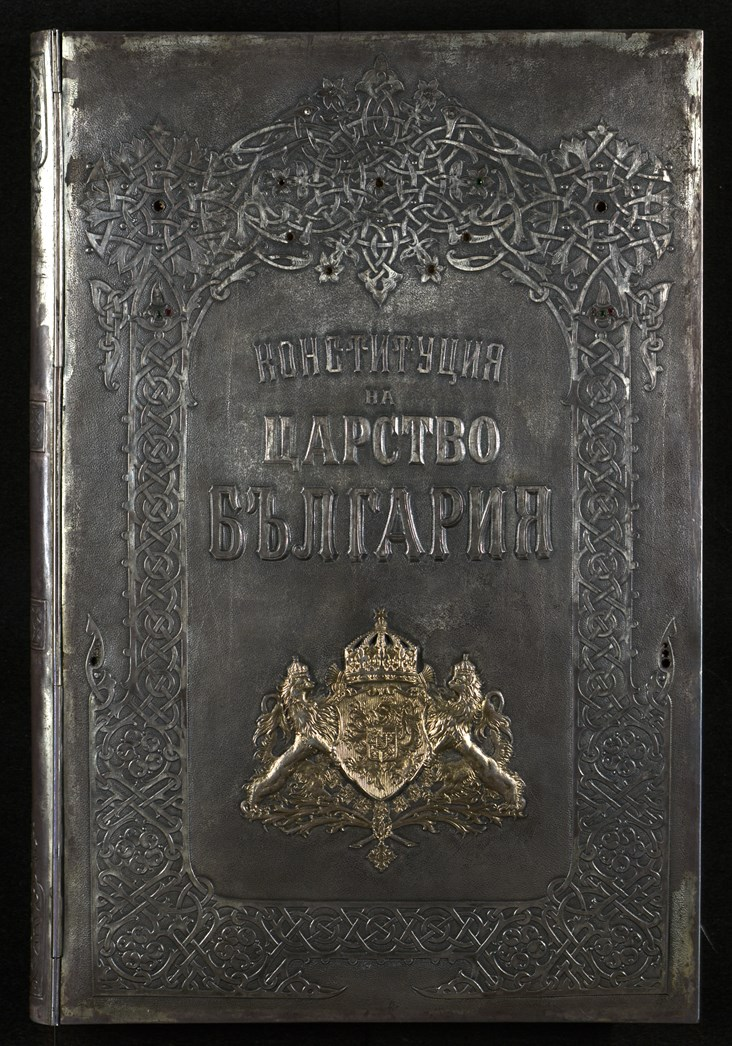
Obálka ústavy z roku 1911

Trnovská ústava si kladla za cíl právně zakotvit sociálně-ekonomické a politické změny v bulharské společnosti po osvobození v roce 1878. V článku 4 se uvádí: 
Bulharské knížectví je dědičná a konstituční monarchie s lidovým zastoupením.
 Ústava vymezuje funkce a kompetence ústředních orgánů státní moci. Panovníkovi jsou uděleny široké pravomoci v domácím i mezinárodním životě země. Definuje ministerskou odpovědnost, poslaneckou imunitu a obecní samosprávu. Dále potvrdila zásadu osobní nedotknutelnosti a soukromého vlastnictví jako základ průmyslových a společenských vztahů. Zaručuje svobodu tisku, právo sdružování a další, a tak byla svým liberálním charakterem v době svého vzniku inovativní a progresivní.
Na druhou stranu je Bulharské knížectví podle této ústavy definováno jako konstituční monarchie a nikoli jako parlamentní monarchie – moc panovníka je omezena, ale má vedoucí úlohu. Stal se nositelem výkonné moci, tím že dle článku 152 měl právo sám jmenovat ministry, jeho jménem jednala soudní moc a spolu s Národním shromážděním se stal nositelem zákonodárné moci. Princip dělby moci nebyl v ústavě důsledně uplatňován; chybí kapitola o soudnictví (jako garance právního státu), chybí kontrola souladu zákonů s ústavou (článek 49); obyvatelé státu se nazývají „poddaní“ (panovníka).
V letech 1893 a 1911 byly k ústavě přijaty dodatky, které omezily práva Národního shromáždění a posílily monarchickou moc. Po vyhlášení nezávislosti Bulharského knížectví v roce 1908 a následném diplomatickém uznání tohoto aktu ostatními zeměmi, byly ve změně trnovské ústavy z roku 1911 slova „knížectví“, „kníže“ a jejich odvozeniny nahrazeny slovy „ království“, „král“ a jejich odvozeninami. Navíc dodatek z roku 1911 dával článkem 17 panovníkovi a vládě právo uzavírat tajné smlouvy bez souhlasu Národního shromáždění. S těmito dodatky je trnovská ústava známa jako „stříbrná ústava“. Text ústavy a podpisy poslanců se nachází na 48 listech zdobených vinětou, zbývající listy jsou prázdné. Obálka korpusu knihy je kožená, přední strana je potažena pevným stříbrným kováním, s květinovými motivy, je v něm zasazeno 25 drahých kamenů různých velikostí a barev – bílé rubíny, zelené smaragdy a červené rubíny. 
Ústavně stanovený pořádek v Bulharském knížectví byl opakovaně porušován. V 1881 byla ústava dočasně pozastavena, v roce 1923 po provedeném vojenském převratu a od 19. května 1934 byl stát dlouhá léta řízen zákonnými předpisy a měl tedy de facto pozastavenu ústavu.
Po převratu 9. září 1944 oznámila vláda Vlastenecké fronty svůj záměr obnovit trnovskou ústavu, ale nerealizovala ho a místo toho ji 4. prosince 1947 nahradila ústavou Bulharské lidové republiky.

## Knihy

### Ručně psaný originál
Ručně psaný text trnovské ústavy je od roku 1953 uchováván v ústředním státním archivu v Sofii. (CDA, f. 173K, op. 6, a.e. 3116). Text je napsán černým inkoustem a uspořádán do dvou sloupců v bulharštině a ruštině. Na první stránce je napsáno: „Rukou psal plevenský zástupce Georgij Jakovlevič Kirkov“ (Ръкописалъ Плевенский Депутатъ Георгий Яковлевичъ Кирковъ). Rozměry korpusu jsou 34 × 22 cm, hmotnost 0,8 kg. Obálku tvoří červená kožená vazba zdobená černými lakovanými květinovými motivy. Na přední straně je plastický zlacený bulharský nápis „Ústava Bulharského knížectví“ (bulharsky Конституция на българското княжество) a pod ním totéž rusky. Ve spodní části je nápis: „Tărnovo 1879 r. 16 d. duben" (Търново 1879 г. 16 д. април). Uprostřed obálky je umístěn plastický zlacený státní znak bulharského státu a v jeho pravé polovině je na drapérii doplněno firemní znak ryteckého ateliéru drobně vyřezán vysvětlující německý text „macher“. Zadní strany potahů jsou podšité bílou hedvábnou látkou. Listy s textem jsou sešité a po délce je vedena červená hedvábná stuha. Na poslední podpisové straně, která je částečně vyplněna, je zřetelně vidět vodoznak výrobce papíru – „ORIGINAL TURKEYMILL KENT“, což byl tehdejší jeden z největších výrobců papíru v Anglii.

### Tištěná vydání
V roce 1879 byly v Tărnově, ve firmě Tipografija Ljubena Karavelova a Nestora Žejnova, vytištěny materiály z Ústavodárného shromáždění. Jedná se o jediný svazek o 145 stranách, formátu 20,5 cm × 27,5 cm, s názvem „Národní shromáždění“ (Народно събрание). K tomuto svazku byl přidán první bulharský legislativní dokument.
Trnovská ústava je vytištěna také v samostatném vydání, ve dvou sloupcích – v ruštině a bulharštině, v malém formátu 12,5 cm × 18,5 cm.

## Ostatní
Podle Trnovské ústavy je v Sofii pojmenována ulice procházející čtvrtěmi Nadežda II a Nadežda IV.